# آدريل تادو فيريرا دي سلفا
آدريل تادو فيريرا دي سلفا (مواليد 22 مايو 1997) هو لاعب كرة قدم برازيلي.

## وصلات خارجية
- آدريل تادو فيريرا دي سلفا على موقع رابطة كرة القدم اليابانية للمحترفين (اليابانية)
- آدريل تادو فيريرا دي سلفا على موقع قاعدة بيانات كرة القدم.إي يو (الإنجليزية)
- آدريل تادو فيريرا دي سلفا على موقع Soccerway.com (الإنجليزية)
- آدريل تادو فيريرا دي سلفا على موقع عالم كرة القدم.نت (الإنجليزية)